# 아르메니아 (킨디오주)

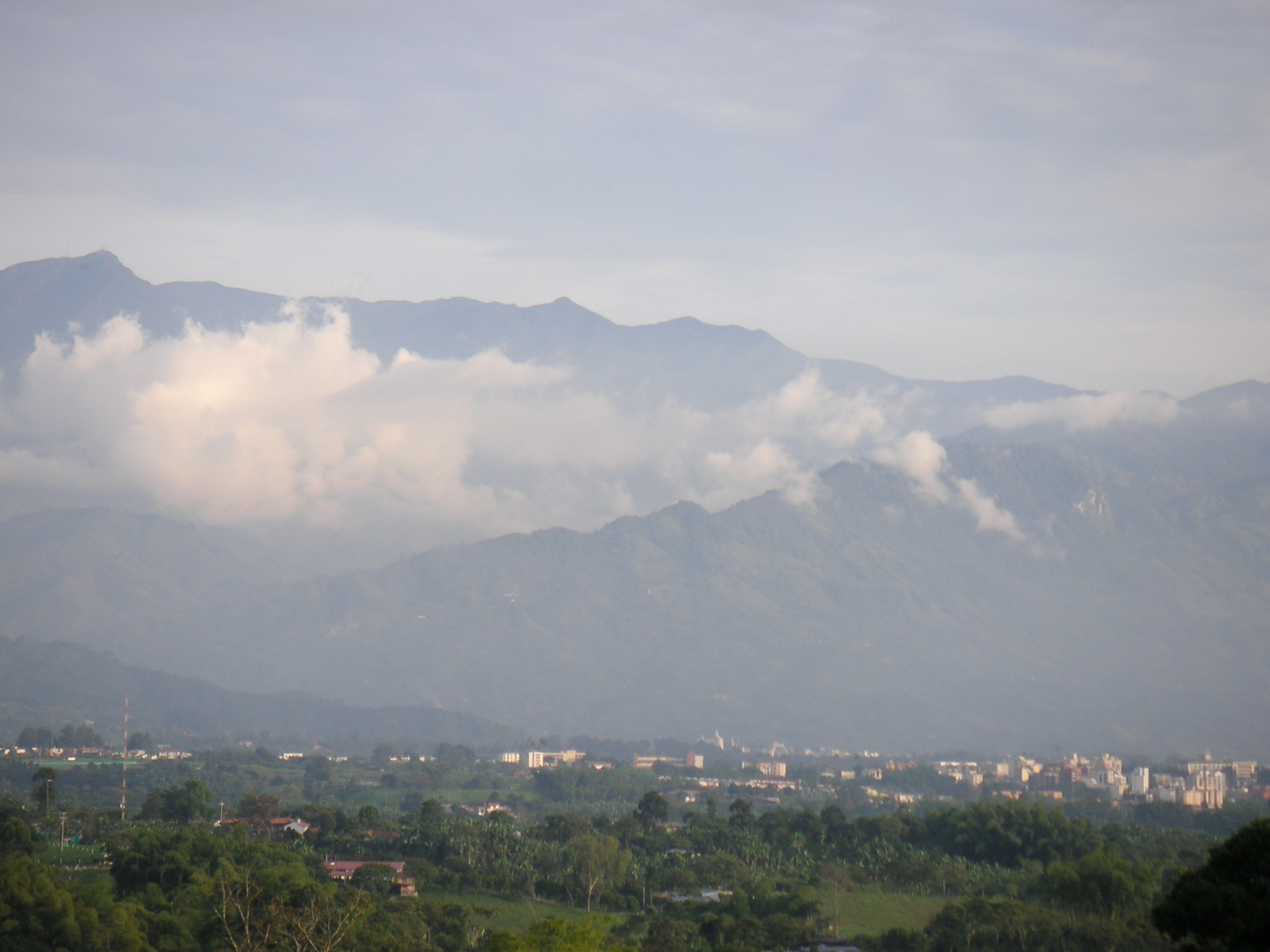
아르메니아

아르메니아의 위치

아르메니아(스페인어: Armenia)는 콜롬비아 서부 킨디오 주의 주도이다. 콜롬비아의 3대 도시인 보고타, 메데인, 칼리 사이에 위치한 도시로, 인구는 약 32만명이다. 주요 산업은 커피와 바나나의 재배 등을 포함한 플렌테이션 농업이다.
1889년 10월 14일, 헤수스 마리아 오캄포에 의해 설립되었으며, 설립 당시 대통령 대행이었던 카를로스 올긴 마야리노의 이름을 따서 비야올긴(Villa Holguin)이라는 이름을 붙이려 하였으나 거절당했고 같은 해 11월 30일 아르메니아(Armenia)라는 이름이 투표를 거친 후 승인을 받았다.
1894년부터 1897년까지 오스만 제국에 의해 아르메니아인 30만 명이 살해당한 하미디안 학살 또는 1915년부터 아르메니아인 100만 명 이상이 살해당한 아르메니아인 집단학살의 희생자들을 추모하기 위해 붙여진 이름이라는 설이 있으나 두 차례의 학살보다 도시의 성립과 명명이 더 앞서기에 이는 틀린 가설이다.
1999년 이 곳에 대규모 지진이 발생하여 수천 명이 희생되는 큰 피해를 입었다.